# Državna cesta D8
D8 (Jadranska magistrala) jedna je od glavnih hrvatskih državnih cesta koja povezuje sjeverni i južni Jadran. Pruža se duž sjeverne obale Jadranskog mora pa je zbog toga i nazvana Jadranska magistrala. Izgrađena je 50-tih i 60-tih godina 20. stoljeća, a cestovna oznaka joj je D8. U novije vrijeme je poznata i pod imenom Jadranska turistička cesta, a dužina kojom prolazi kroz Hrvatsku joj je 643,8 kilometara.
Ova cesta povezuje sve važnije hrvatske primorske gradske centre od Rijeke, preko Zadra, Šibenika, Splita, Makarske, Ploča i Dubrovnika, pa sve do graničnog prijelaza Karasovići između Hrvatske i Crne Gore, a završava na krajnjem jugu Crne Gore. Cesta od Trsta prolazi kroz pet država, Italija, Slovenija, Hrvatsku, Bosnu i Hercegovinu sve do juga Crne Gore, te kroz šest hrvatskih županija: Primorsko-goransku, Ličko-senjsku, Zadarsku, Šibensko-kninsku, Splitsko-dalmatinsku i Dubrovačko-neretvansku.

## Vanjske poveznice
- Hrvatske ceste (hrv.)
- Jadranska magistrala Hrvatska enciklopedija (hrv.)
- Zaboravljena cesta koja je promijenila naše živote - jutarnji.hr  Arhivirana inačica izvorne stranice od 11. listopada 2015. (Wayback Machine) (hrv.)